# Южный (мыс, Камчатка)
Ю́жный — мыс на востоке Охотского моря, в западной части полуострова Камчатка.

## География
Крайняя южная точка полуострова Квачина (Утхолокский), который на северо-востоке омывается бухтой Квачина. Полуостров разделяет залив Шелихова и Охотское море. Соседние мысы Зубчатый и Утхолокский — крайние западная и северная точки полуострова.
Находится в Западно-Камчатской низменности, западнее устья реки Утхолок. Южнее реки расположены озёра Северное и Ичкевеем. На полуострове вблизи мыса также впадает ручей Рыбный и расположены горы Мысовая (441,8 метра), Орлиная (298,9 метра), Алхэн (332,5 метра), Утхолокская (510,6 метра). От мыса на юг в сторону моря узкой полосой отходят камни и скалы, высотой 18, 20 и 23,4 метра.
Средняя величина прилива у мыса — 3,6 метра, наибольшая глубина — у северо-западного берега: 32 метра.
Входит в территорию «Утхолок», отнесённую к водно-болотным угодьям международного значения.
Постановлением правительства Камчатского края от 15 января 2024 года № 4-П создан памятник природы регионального значения «Мыс Южный» для охраны и сохранения среды обитания редких видов животных, растений и грибов, занесённых в Красную книгу Камчатского края и Красную книгу России (сивуч, белая сова, орлан-белохвост, белоплечий орлан, сапсан, беркут); охраны лежбищ, залежек и мест обитания морских млекопитающих (сивуча, ларги, акибы, лахтака); охраны мест гнездования морских колониальных птиц.